# Cerro de San Antonio
Cerro de San Antonio es un municipio del departamento del Magdalena, al norte en Colombia. Fundada el 13 de junio de 1750 por Fernando de Mier y Guerra cerca del río Magdalena. Su temperatura media oscila entre los 28 y 30 °C. Su cabecera municipal está a 11 m s. n. m.

## División Político-Administrativa
Además de su Cabecera municipal. Cerro de San Antonio tiene bajo su jurisdicción los siguientes Centros poblados:
- Candelaria (‘Caimán’)
- Concepción (‘Coco’)
- Jesús del Monte (‘Mico’),
- Puerto Niño (Charanga)

## Historia
Su historia se inicia con la presencia de los frailes en 1525. 
En 1750 fue organizado por Fernando de Mier y Guerra.
Durante la Campaña del Magdalena, Simón Bolívar lo visitó el 23 de mayo de 1813.
Cerro de San Antonio fue constituido como municipio en 1926.

## Geografía
Cerro de San Antonio se encuentra ubicado al noroccidente de Magdalena. Ocupa 184 km² y está a 210 km de Santa Marta, la capital departamental. Pertenece a la subregión del río, además de los municipios de Pedraza, Concordia, Zapayán, El Piñón, Salamina, Remolino, Sitio Nuevo y Pivijay.

### Límites
la Cabecera Municipal se encuentra en el lado oriental río Magdalena.
|                            | Norte: El Piñón |                  |
| Oeste: Suan de la Trinidad |                 |                  |
| Suroeste: Pedraza          | Sur: Concordia  | Sureste: Zapayán |

## Comunicaciones
El acceso aéreo al Municipio se da mediante helicópteros, los cuales llegan a zonas claras sin árboles como son las canchas de fútbol, ya que no hay helipuerto.
La vía terrestre se da a través del ferry que atraviesa el río Magdalena en la zona correspondiente al municipio de Suan, llegando a Cerro de San Antonio. 
Es la vía más amplia, ya que se cuenta con la principal arteria fluvial del país como lo es el Magdalena, que comunica con el municipio de Suán, en Atlántico, donde se encuentra la Troncal de Occidente. También por medio del Caño Ciego que se comunica en un extremo con el Magdalena y el otro extremo con la Ciénaga Cerro de San Antonio, se llega a los corregimientos Jesús del Monte, Concepción y Candelaria también accesibles por el carreteable Cerro-Concordia.

### Servicios públicos
- Energía Eléctrica: Air-e, del grupo EPM, es la empresa prestadora del servicio de energía eléctrica.
- Gas Natural: Gases del Caribe es la empresa distribuidora y comercializadora de gas natural en el municipio.